# Mika Niskala
Mika Niskala, född 28 mars 1981 i Mariehamn på Åland, är en finländsk före detta fotbollsspelare av åländsk härkomst. Niskala, mittfältare, gjorde nio U21-landskamper för Finland.
Niskala vann den åländska Silverbollen år 1997 som mest lovande junior. År 2007 vann han den åländska Guldbollen som tilldelas örikets bästa fotbollsspelare. Förutom moderklubben IFK Mariehamn har Niskala representerat IFK Norrköping, FC Inter Åbo och VG-62, FC Inter Åbos före detta farmarklubb.
Niskala skrev på för norska Alta IF i mars 2011, efter många säsonger i Tipsligan.. 2012 återvände han till Mariehamn.